# 303. stíhací peruť

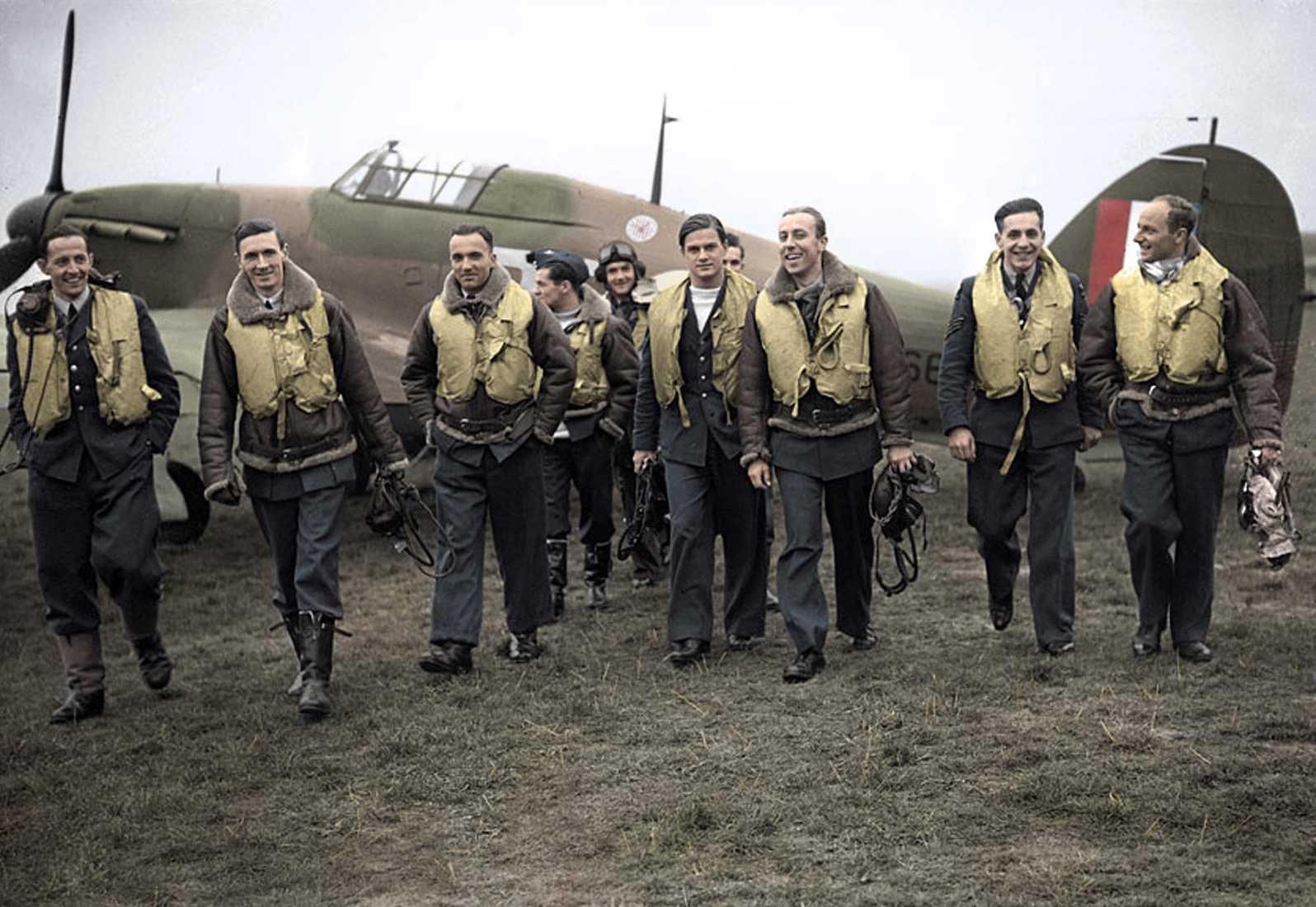
Piloti 303. perutě před letounem Hawker Hurricane. Zleva: Mirosław Ferić, Kent, Grzeszczak, Radomski, Jan Zumbach, Łukuciewski, Zdzisław Henneberg, Rogowski a Eugeniusz Szaposznikow.

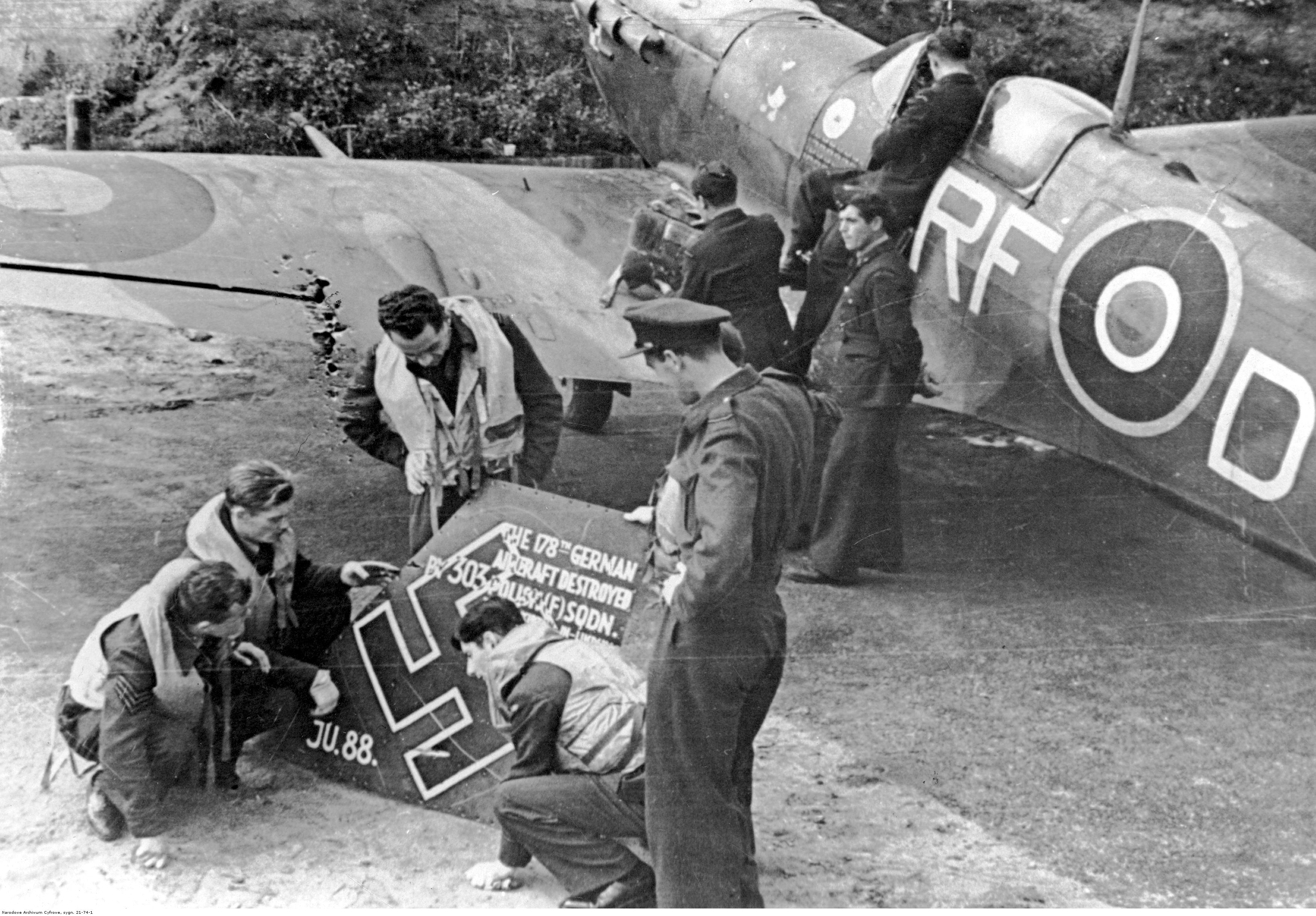
Příslušníci 303. perutě stojící před stíhacím letounem Spitfire Mk.Vb (RF-D) s troskami sestřeleného německého Junkersu Ju 88, na kterých je nápis informující, že to byl 178. sestřel dosažený touto jednotkou.

303. stíhací peruť Královského letectva, též 303. (polská) stíhací peruť či (pro polské letectvo) 303 dywizjon myśliwski Warszawski im. Tadeusza Kościuszki byla založena 2. srpna 1940 jako druhá stíhací peruť exilového polského letectva ve Velké Británii.
Jako součást 11. skupiny Velitelství stíhacího letectva RAF byla jednotka za bitvy o Británii nasazena na přístupech k Londýnu, což jejím příslušníkům umožnilo dosáhnout mimořádně vysokých počtů sestřelů. Často bývá udávaná jako vůbec nejúspěšnější stíhací peruť Královského letectva za bitvy o Británii, když od 30. srpna do 10. října 1940 dosáhla 126 potvrzených, 13 pravděpodobných sestřelů a 9 poškozených strojů Luftwaffe a do konce války dalších 171 potvrzených, 22 pravděpodobných sestřelů a 16 poškozených strojů Luftwaffe. Výzbroj jednotky se vyvíjela od původního typu Hawker Hurricane Mk.I, přes typy Spitfire Mk.I, Spitfire Mk.V až po Spitfire Mk.IX a na konci války pak typ Mustang Mk.IV. Peruť působila ještě po válce krátkou dobu v rámci Královského letectva, oficiálně byla rozpuštěna 11. prosince 1946.
K největším osobnostem 303. stíhací perutě patřil český stíhač Josef František (17), leteckými esy se kromě něj stali ale i následující příslušníci jednotky: Witold Urbanowicz (17), Jan Zumbach (12), Mirosław Ferić (8), Zdzisław Henneberg (8), Eugeniusz Szaposznikow (8), Athol Forbes (8), Bolesław Drobiński (7), Marian Bełc (7), Witold Łokuciewski (9), John A. Kent (11), Ludwik Paszkiewicz (6) a Stanisław Karubin (7).
Neoficiálním znakem perutě byla čepice Kościuszkových povstalců ležící na dvou zkřížených, nastojato postavených kosách. To vše na kruhovém poli tvořeném sedmi červenými a šesti bílými svislými pruhy. Kruhový znak byl pak lemován po obvodu třinácti modrými pěticípými hvězdami. Tyto motivy americké vlajky měly symbolizovat boj za svobodu a byly převzaty od 111. stíhací letky letectva meziválečného Polska, původně založené americkými dobrovolníky v době rusko-polské války.
Polské letectvo ve Velké Británii disponovalo následujícími stíhacími perutěmi: 302. stíhací peruť, 303. stíhací peruť, 306. stíhací peruť, 307. stíhací peruť, 308. stíhací peruť, 309. stíhací peruť, 315. stíhací peruť, 316. stíhací peruť a 317. stíhací peruť.

## V kultuře
- Hurikán – britský film režiséra Davida Blaira z roku 2018
- Dywizjon 303 – polský film režiséra Denise Deliće z roku 2018